# Баца
Баца (рум. Bața) — село у повіті Бистриця-Несеуд в Румунії. Входить до складу комуни Петру-Рареш.
Село розташоване на відстані 346 км на північний захід від Бухареста, 38 км на захід від Бистриці, 54 км на північний схід від Клуж-Напоки.

## Населення
За даними перепису населення 2002 року у селі проживали 846 осіб.
Національний склад населення села:
| Національність | Кількість осіб | Відсоток |
| -------------- | -------------- | -------- |
| румуни         | 438            | 51,8%    |
| угорці         | 311            | 36,8%    |
| цигани         | 96             | 11,3%    |

Рідною мовою назвали:
| Мова      | Кількість осіб | Відсоток |
| --------- | -------------- | -------- |
| румунська | 525            | 62,1%    |
| угорська  | 306            | 36,2%    |
| циганська | 14             | 1,7%     |